# 在キプロス日本国大使館
在キプロス日本国大使館（ざいキプロスにっぽんこくたいしかん、ギリシア語: Πρεσβεία της Ιαπωνίας στην Κύπρο、英語: Embassy of Japan in Cyprus）は、キプロスの首都ニコシアにある日本の大使館。

## 沿革
- 1960年8月、キプロスの独立と同時に日本がキプロスを主権国家として承認する[1]
- 1962年、日本とキプロスの間で外交関係が開設される[1]
- アテネの在ギリシャ日本国大使館が在キプロス日本国大使館としての業務兼轄を開始する[1]
- 2018年1月1日、ニコシアに在キプロス日本国大使館が開設される[2]
- 2018年7月23日、常駐では初代となる中津川伸一駐キプロス日本大使が、ニコス・アナスタシアディス大統領、ニコス・フリストドゥリディス外務大臣（英語版）、中根一幸外務副大臣らを招いて開館記念レセプションを開催する[3]

## 所在地
2nd floor, 5 Esperides Street, 2001 Strovolos, Nicosia